# Mareo Ishiketa
Mareo Ishiketa (石 桁 真 礼 生, 26 de noviembre de 1916 en Wakayama - 22 de agosto de 1996) fue un compositor japonés. Ishiketa estudió composición con Kan'ichi Shimofusa, y se graduó en 1939 de la Escuela de Música de Tokio. 

## Obras, ediciones y grabaciones.
- Furusato no (En mi tierra natal) - grabación de Kazumichi Ohno (tenor), Kyosuke Kobayashi (piano). Thorofon CD[2]